# Longitarsus medvedevi
Longitarsus medvedevi là một loài bọ cánh cứng trong họ Chrysomelidae. Loài này được Shapiro miêu tả khoa học năm 1956.